# Redneck Revolt
Redneck Revolt é um grupo político estadunidense de extrema-esquerda que se organiza predominantemente entre a classe trabalhadora branca. O grupo apoia o direito às armas e os membros costumam portar armas abertamente. Suas posições políticas são anticapitalistas, antirracistas e antifascistas. Fundado no Kansas em 2009, os membros estiveram presentes em vários protestos contra Donald Trump e contra a extrema-direita em 2017.

## História
Redneck Revolt foi fundado em 2009 como um ramo do John Brown Gun Club em resposta às contradições percebidas do movimento Tea Party, um projeto de treinamento de armas de fogo e defesa comunitária que foi fundado em Lawrence, Kansas, em 2004.  O membro fundador Dave Strano já fazia parte da Rede de Ajuda Mútua do Kansas, que estava envolvida na organização de protestos contra a Convenção Nacional do Partido Republicano em 2004, em relação à qual ele e outros começaram a treinar com armas de fogo e se engajar na defesa da Segunda Emenda. No início dos anos 2000, os membros do John Brown Gun Club operavam barracas antirracistas em feiras de armas no Kansas. O John Brown Gun Club procurou "desmistificar" as armas de fogo e distinguir seu compromisso com a autodefesa comunitária de grupos clandestinos que defendiam a guerrilha. Sua primeira grande mobilização foi um protesto contra a conferência nacional de 2005 do Projeto Minuteman.
Após um hiato, o grupo foi reformado como uma organização nacional no verão de 2016, usando os nomes Redneck Revolt e John Brown Gun Club, com a intenção de responder ao crescimento do populismo de direita, especialmente entre os brancos da classe trabalhadora rural.
O grupo atribui a sua utilização da palavra "redneck" à época das Guerras do Carvão, uma série de disputas trabalhistas nos Estados Unidos que ocorreram por volta de 1890 até cerca de 1930, quando a palavra se tornou popular entre os mineiros de carvão. O uso do termo também destina-se como uma forma de subversão ou reapropriação. O nome do grupo também refere-se à batalha de Blair Mountain e as bandanas vermelhas usadas pelos membros emulam as usadas pelos mineiros de carvão grevistas durante o conflito. Um membro disse que o grupo tenta "reconhecer as maneiras como cometemos erros e compramos a supremacia branca e o capitalismo, mas também nos dá um ambiente no qual é normal celebrar a cultura redneck".
Suas influências políticas incluem o abolicionista do século XIX John Brown, a Young Patriots Organization,  os Deacons for Defense and Justice e a Rainbow Coalition, uma aliança formada em Chicago na década de 1960, entre o Partido dos Panteras Negras, Young Lords e os Young Patriots. O grupo se vê como parte de uma tradição de "rebelião contra a tirania e a opressão" da classe trabalhadora branca.

## Visões
- Somos contra a supremacia branca
- Acreditamos na verdadeira liberdade para todas as pessoas
- Somos a favor da defesa organizada das nossas comunidades
- Somos classe trabalhadora e pessoas pobres
- Somos uma formação militante exposta
- Somos contra o Estado-nação e as suas forças que protegem os chefes e os ricos (polícia e militares)
- Somos contra o capitalismo
- Somos contra as guerras dos ricos
- Somos contra o patriarcado
- Acreditamos no direito de resistência militante
- Acreditamos na necessidade de revolução

Redneck Revolt é um grupo anticapitalista, antirracista e antifascista que usa táticas de ação direta. Redneck Revolt apoia os direitos de muçulmanos, imigrantes e pessoas LGBT e se opõe à desigualdade econômica. A literatura do grupo não defende que se dê prioridade à injustiça econômica sobre o racismo ou vice-versa, mas sim que ambos devem ser combatidos simultaneamente. Os membros também apoiam o movimento Black Lives Matter.
O website do grupo inclui declarações contra o capitalismo, o Estado-nação, a supremacia branca e "as guerras dos ricos" e defende um "direito de resistência militante". Eles avançam uma crítica à supremacia branca que descrevem como "um sistema de violência e poder que garante que o poder político, econômico e social seja negado às pessoas que não são brancas". Eles descrevem seu propósito da seguinte forma: 

Esperamos incitar um movimento entre os trabalhadores que trabalhe pela libertação total de todos os trabalhadores, independentemente da cor da pele, origem religiosa, orientação sexual, gênero, país de nascimento ou qualquer outra divisão que patrões e políticos tenham usado para fragmentar os movimentos em prol da liberdade social, política e econômica.
O site também defende a necessidade de revolução. Um porta-voz do John Brown Gun Club do Phoenix, Arizona disse em abril de 2017 que o grupo inclui anarquistas, comunistas, libertários e republicanos.
O grupo não se identifica como parte da esquerda política, nem como politicamente liberal. O geógrafo Levi van Sant argumentou que a ideologia do grupo é uma forma de socialismo libertário. Eles também não se consideram um grupo antifa. Embora seus objetivos sejam semelhantes, os membros do Redneck Revolt não cobrem seus rostos e procuram ser "o mais direto possível sobre quem [eles] são e o que [eles] estão fazendo". Redneck Revolt não tem líderes e não oferece um plano detalhado para a ação política. Em junho de 2017, um porta-voz disse que "não temos um grande plano de como queremos refazer o mundo. Estamos lidando com um problema específico, que é a supremacia branca, que achamos estar embutido no capitalismo".
O grupo apoia o uso de armas de fogo e organiza eventos de treinamento com armas de fogo. Os membros consideram o direito de portar armas relacionado à necessidade de derrubar o Estado. Os membros costumam ver a prática de portar armas abertamente como uma declaração política que intimida os oponentes e afirma os direitos das armas. Em uma entrevista em maio de 2017, um membro disse que o grupo usa armas apenas em autodefesa e em "resposta a um aumento na violência com motivação política e intimidação contra comunidades vulneráveis". Em setembro de 2017, um membro disse: "Não se trata de apreender a cultura das armas ou ficar obcecado por armas. Trata-se apenas de reconhecer que é útil saber como desmontar e limpar um rifle tanto quanto saber como consertar a fiação em sua casa e usar uma serra circular". O aumento da visibilidade do Redneck Revolt em 2017 gerou debate entre os ativistas sobre os efeitos do protesto armado e a possibilidade do uso de armas poder conduzir a um aumento da violência.
Em maio de 2017, um membro disse que o Redneck Revolt havia alcançado grupos como o 3 Percenters, um grupo predominantemente de direita, com quem eles têm alguns pontos em comum. A prática de portar armas de fogo abertamente e o interesse comum em armas levaram a diálogos com milícias de direita. Van Sant escreveu em março de 2018 que "por meio do diálogo paciente e da educação popular, vários capítulos do Redneck Revolt foram capazes de desafiar as ideologias nacionalistas brancas destas milícias libertárias de direita e afastá-las das posições anti-imigrantes e pró-capitalistas".
O grupo argumenta que a classe trabalhadora branca tem mais em comum com as pessoas de cor da classe trabalhadora do que com os ricos. Dave Strano, um membro fundador, argumentou:
A história da classe trabalhadora branca (estadunidense) é a história de um povo explorado. No entanto, temos sido um povo explorado que explora ainda mais outras pessoas exploradas. Embora vivamos em cortiços e favelas por séculos, também temos sido usados pelos ricos para atacar nossos vizinhos, colegas de trabalho e amigos de diferentes cores, religiões e nacionalidades.

## Atividades
Redneck Revolt é uma rede nacional. Os grupos locais usam os nomes Redneck Revolt e John Brown Gun Club. Não há uma contagem oficial do número de capítulos, mas em dezembro de 2017 o grupo tinha cerca de 45 capítulos locais em mais de 30 estados dos EUA. O número de membros do grupo cresceu durante a eleição presidencial de 2016 e após a manifestação Unite the Right de agosto de 2017 em Charlottesville, Virgínia. Em 2018, grupos locais em Shelby, na Carolina do Norte, em Portland, no Óregon e Asheville e Boone, Carolina do Norte, se separaram da rede nacional.
O grupo concentra-se na organização antirracista entre os pobres brancos e os trabalhadores, embora os membros não sejam exclusivamente brancos. Por exemplo, cerca de 30 por cento dos membros são pessoas de cor. Em maio de 2018, um membro disse que pelo menos um terço dos membros do grupo eram mulheres, pessoas de cor ou pessoas não binárias. As atividades administrativas e de comunicação são divididas igualmente de acordo com o gênero. Falando com Mark Bray, autor de Antifa: The Anti-Fascist Handbook, um dos cofundadores do Redneck Revolt disse que os membros do grupo incluem veteranos, ex-republicanos e ex-membros do 3 Percenters.
Redneck Revolt atua em espaços nos quais grupos de supremacia branca também costumam recrutar, incluindo concertos de música country, mercados de pulgas, feiras de armas, eventos da NASCAR, rodeios e feiras estaduais.   Os capítulos fornecem treinamento em primeiros socorros e armas de fogo, programas de alimentos e roupas, e hortas comunitárias e troca de seringas, potlucks e eventos educacionais. As atividades em torno da justiça racial e dos direitos transgêneros são predominantemente voltadas para os brancos rurais, enquanto os eventos de treinamento com armas de fogo são voltados para mulheres e pessoas de cor. Em uma entrevista de setembro de 2017, um membro disse que o grupo estava explorando maneiras de responder aos desafios de saúde e escassez de alimentos. Algumas das atividades do grupo seguem o modelo dos Programas de Sobrevivência promovidos pelo Partido dos Panteras Negras e pela Young Patriots Organization na década de 1960.

### 2016–2019

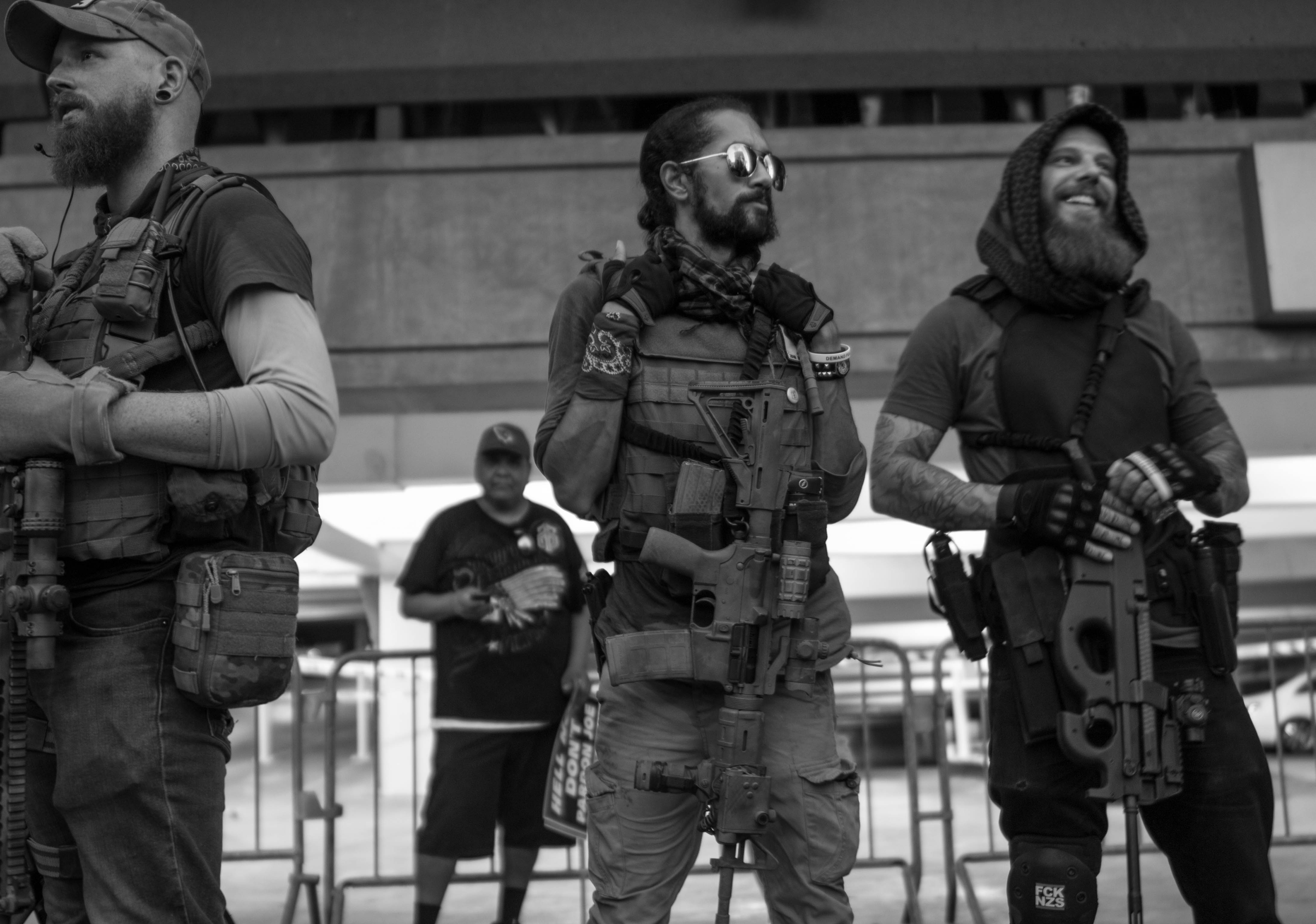
Membros do Redneck Revolt em um comício de campanha presidencial de Donald Trump em Phoenix, Arizona, em setembro de 2016

Durante os protestos do Dakota Access Pipeline em 2016, o Redneck Revolt publicou um panfleto dirigido a membros de milícias de direita que argumentava que não havia razão para que "a classe trabalhadora branca ... [deveria] encontrar solidariedade com ricos proprietários de fazendas brancos contra os governo, mas não pessoas de cor da classe trabalhadora que defendem sua própria terra e comunidade "
O capítulo do Redneck Revolt em Phoenix, Arizona, portou abertamente armas de fogo fora da Assembleia Legislativa do Estado do Arizona no dia da posse de Donald Trump em janeiro de 2017. Eles declararam apoio aos que se opõem a Trump, incluindo imigrantes, pessoas LGBTQ e muçulmanos.
Em abril de 2017, os membros participaram de um contraprotesto contra grupos incluindo a Liga do Sul, o Traditionalist Worker Party e o Movimento Nacional Socialista em Pikeville, Kentucky. Mais tarde, em abril, os membros organizaram um churrasco em Harrisburg, Pensilvânia, onde Trump estava comemorando seu centésimo dia no cargo.
Silver Valley Redneck Revolt, um capítulo local, organizou uma contramanifestação contra um comício do Ku Klux Klan em Asheboro, Carolina do Norte, em maio de 2017. Em uma postagem no Facebook, o grupo disse: "Precisamos informar o Klan que, se eles deixarem seus enclaves, haverá uma ampla resposta da comunidade ... Este evento é para denunciar publicamente o Klan, suas crenças e mostrar que não vamos recuar".
Um capítulo local do Redneck Revolt fez parte de um contraprotesto contra um comício de junho de 2017 em apoio a Trump em Portland, Oregon. Também em junho, os membros fizeram parte de um protesto contra a organização conservadora cristã Foco na Família em Colorado Springs, Colorado, que coincidiu com um discurso de Mike Pence que celebrou o quadragésimo aniversário do grupo. Em 23 de junho, membros armados do Redneck Revolt participaram de um protesto em Kalkaska, Michigan, em resposta a comentários antimuçulmanos feitos por Jeff Sieting, o presidente da vila. Os membros carregaram uma faixa de apoio aos muçulmanos e disseram que estavam lá para proteger os manifestantes dos contramanifestantes que apoiam Sieting.
Em agosto de 2017, os membros participaram de protestos contra o discurso de Trump em Phoenix, Arizona. Em fevereiro de 2018, Dwayne E. Dixon, membro do Redneck Revolt e professor assistente da Universidade da Carolina do Norte em Chapel Hill foi considerado inocente de acusações de contravenção de porte de arma por seu papel em um protesto contra um evento da Ku Klux Klan em Durham, Carolina do Norte, no passado mês de agosto. Em setembro de 2017, Redneck Revolt apoiou a Marcha Juggalo em Washington, um protesto de juggalos contra sua designação como gangue. A declaração do Redneck Revolt dizia que a marcha estava alinhada com a sua "crença no direito à autodeterminação e autodefesa da comunidade".
Em outubro de 2017, uma filial do Redneck Revolt no condado de Suffolk, Nova Iorque, estava envolvida na organização de uma vigília à luz de velas para pessoas que sofrem de dependência de opioides e famílias afetadas pela epidemia de opioides.

### Manifestação Unite the Right
Na manifestação Unite the Right em Charlottesville, Virgínia, de 11 a 12 de agosto de 2017, vários capítulos do Redneck Revolt forneceram segurança armada e assistência médica para contramanifestantes. Dias depois, os membros forneceram segurança em uma marcha "Hate Is Not Welcome in Lane County" em Eugene, Oregon, em resposta aos eventos em Charlottesville.
Em outubro de 2017, o Redneck Revolt foi um de vários grupos nomeados como réus em uma ação movida em nome da cidade de Charlottesville e várias empresas e associações de bairro sediadas em Charlottesville que procuravam proibir milícias e atividades paramilitares na Virgínia. Os grupos e indivíduos nomeados como réus, que também incluíam o ativista supremacista branco Jason Kessler, foram acusados de atividade paramilitar ilegal, assumindo falsamente o papel de agentes da lei e sendo uma perturbação pública. O processo identificou o Redneck Revolt e a Socialist Rifle Association, um grupo antifascista que defende o direito da classe trabalhadora de portar armas, como "grupos de milícias privadas ... que ajudaram a criar e garantir uma área de concentração para contramanifestantes".
Mary McCord, ex-promotora federal que desempenhou um papel de liderança no processo, descreveu a decisão de incluir Redneck Revolt entre os réus como "dolorosa" e disse: "Este caso não foi concebido por causa da Revolta Redneck, isso é certo. Eles se encaixam na descrição, então foi muito difícil não incluí-los ". Em junho de 2018, um grupo de membros do clero pediu à cidade e aos outros demandantes que removessem Redneck Revolt da reclamação. Eles argumentaram: “Há uma diferença marcante entre os grupos armados de supremacia branca que invadiram Charlottesville com a intenção de causar danos e os grupos armados anti-racistas que vieram a Charlottesville para ajudar a apoiar e proteger nossas comunidades mais marginalizadas”. Um advogado dos demandantes respondeu o seguinte: "A base para este processo não é sobre os motivos - é sobre o envolvimento em atividades paramilitares. É por isso que Redneck Revolt foi citado como réu, e por que eles permanecem no processo ". Redneck Revolt e Kessler assinaram decretos de consentimento para encerrar a atividade paramilitar em Charlottesville para resolver o processo quando foram deixados como os únicos réus no início de julho de 2018. O decreto de consentimento proíbe os membros de retornar a Charlottesville "como parte de uma unidade de duas ou mais pessoas agindo em conjunto enquanto armadas com uma arma de fogo, arma, escudo ou qualquer item cujo objetivo seja infligir ferimentos corporais, em qualquer manifestação, manifestação, protesto ou março ". o Redneck Revolt divulgou um comunicado dizendo que optou por encerrar o processo e "concentrar nossas energias nas muitas lutas importantes que virão".

## Significado
Em setembro de 2017, o historiador Noel Ignatiev manifestou preocupação com o compromisso do Redneck Revolt com a "defesa de nossas comunidades". Ignatiev argumentou que "nesta sociedade, aqueles que compartilham nossas condições materiais, nossos vizinhos, nossos familiares, nossos amigos, as pessoas que trabalham ao nosso lado, geralmente refletem a qual raça eles (e nós) são atribuídos" e argumentou que "o objetivo não é defender a comunidade branca, mas aboli-la, e junto com ela todas as comunidades definidas pela preferência racial ou opressão”. Ele também criticou o grupo por não desafiar "instituições que reproduzem a supremacia branca — nem o sistema de justiça criminal, nem as escolas, nem a discriminação no emprego, nem as políticas de empréstimo e aluguel de imóveis" e concluiu que "Os brancos organizados como brancos são perigosos para a classe trabalhadora e para a humanidade, e os brancos organizados como brancos com armas de fogo são duplamente perigosos — e isto é verdade independentemente das intenções dos organizadores". Gabriel Kuhn respondeu a Ignatiev em um artigo de 2018. Kuhn argumentou que "as organizações com o objetivo de mobilizar e organizar principalmente entre a classe trabalhadora branca ... são obrigatórias se não quisermos simplesmente abandonar essa parte da população e entregá-la de bandeja à direita".
Em março de 2018, o geógrafo Levi van Sant argumentou:

O modelo do Redneck Revolt de socialismo libertário revela coisas importantes e deve ser uma parte importante da esquerda dos EUA. De particular importância é seu esforço gramsciano de ler para o 'bom senso no senso comum' do populismo de direita por meio do engajamento grassroots.
Van Sant também identificou três lições que o Redneck Revolt oferece à esquerda americana, nomeadamente que os brancos da classe trabalhadora "não são intrinsecamente conservadores"; que o sucesso do grupo é derivado de sua crítica ao liberalismo americano moderno, inclusive em questões de armas de fogo; e que não empregam a retórica do privilégio branco, diversidade ou inclusão, mas sim "posicionam-se como parte da classe trabalhadora e das comunidades rurais brancas" e "atuam em solidariedade com os povos oprimidos". Van Sant concluiu que "o caso do Redneck Revolt sugere que existem alternativas promissoras ao trumpismo que emanam do interior dos EUA muitas vezes ignoradas pela esquerda norte-americana".
Em 2019, o sociólogo Teal Rothschild escreveu que o "Redneck Revolt traz tradições ativistas veneráveis para lidar com questões muito contemporâneas, incluindo a política identitária do século XXI". Rothschild argumentou que, embora os membros do Redneck Revolt vejam o antirracismo e o porte de armas como parte de uma estratégia de ajudar pessoas marginalizadas, as representações da mídia tendem a retratá-los "como um oxímoro — como se porte de arma e antirracismo não fossem duas posições, mas dois polos opostos". Rothschild observou que "estudos de movimentos sociais contemporâneos começaram a centrar grupos que abrangem múltiplas identidades e causas, e movimentos como o Redneck Revolt sugerem exatamente por que isso é importante ... [Redneck Revolt] nos lembra da capacidade de uma única organização para conter uma multiplicidade de significados, objetivos e práticas".